# Rinnovamento Italiano
Rinnovamento Italiano (RI), anche noto come Lista Dini, è stato un partito politico italiano liberale e centrista operativo dal 1996 al 2002, alleato della coalizione di centro-sinistra L'Ulivo; fu fondato e guidato da Lamberto Dini, già Presidente del Consiglio.

## Storia

### Fondazione
Lamberto Dini, già direttore generale della Banca d'Italia, dimessosi l'11 gennaio 1996 dalla Presidenza del Consiglio, decise che avrebbe partecipato alle prossime elezioni politiche con un proprio partito centrista all'interno della coalizione di centro-sinistra, L'Ulivo.
Il 28 febbraio 1996 nasce dunque in palazzo Sforza-Cesarini a Roma "Rinnovamento Italiano", una formazione dichiaratamente «di centro, moderata, riformista».
Al nuovo partito aderirono subito esponenti politici riconducibili alla vecchia coalizione di governo del pentapartito.

### Elezioni politiche del 1996

Da sinistra: il fondatore Lamberto Dini insieme a Romano Prodi, candidato alla presidenza del Consiglio, e Massimo D'Alema, segretario del Partito Democratico della Sinistra, nel 1996

Alle elezioni politiche del 1996 Rinnovamento Italiano si presentò nella quota proporzionale insieme a:
- i Socialisti Italiani (SI) di Enrico Boselli;
- il Patto Segni (PS) di Mariotto Segni;
- il Movimento Italiano Democratico (MID) di Sergio Berlinguer.

In un primo tempo queste quattro componenti politiche avrebbero dovuto presentarsi in lista comune con il Partito Popolare Italiano (PPI), Südtiroler Volkspartei, Partito Repubblicano Italiano, Unione Democratica e i Comitati per l'Italia che vogliamo, ma l'accordo non andò in porto perché il PPI non accettò le pretese di Lamberto Dini di essere riconosciuta di pari importanza nella distribuzione delle candidature nei collegi elettorali.
Alle elezioni politiche la coalizione di centro-sinistra vince grazie anche al patto di desistenza con Rifondazione Comunista di Fausto Bertinotti, e Rinnovamento Italiano conquista il 4,3% dei voti nella quota proporzionale. La lista elegge 26 deputati (di cui 10 RI, 8 al Patto, 7 al SI e uno al MID) ed 11 senatori (di cui quattro a RI, cinque al SI, uno al Patto e uno al MID). Alla Camera viene eletto capogruppo Diego Masi; mentre al Senato il socialista Ottaviano Del Turco.
Inoltre entrano a far parte del governo tre esponenti del partito: Dini come Ministro degli affari esteri, Tiziano Treu riconfermato Ministro del lavoro e della previdenza sociale, Augusto Fantozzi come Ministro del commercio con l'estero.

### Tra defezioni e adesioni

Dini a Milano nel marzo 1997, per la presentazione della lista di Rinnovamento Italiano alle elezioni comunali.

A dicembre 1996 il partito vede distaccarsi le componenti dei Socialisti Italiani, del Patto Segni e del Movimento Italiano Democratico. Alla Camera, dove già si era registrato il passaggio di Andrea Guarino al Partito Popolare Italiano, il 22 dicembre 1996 lasciano i sette deputati dei Socialisti Italiani, tre degli otto deputati del Patto Segni (Diego Masi, Giuseppe Bicocchi e Elisa Pozza Tasca) ed il deputato del Movimento Italiano Democratico Aldo Brancati. Mentre al Senato, la defezione dei 5 parlamentari dei Socialisti Italiani porta Rinnovamento Italiano a confluire nel gruppo misto.
In seguito il partito riesce, per un breve periodo, a ricostituirsi come gruppo autonomo in entrambe le Camere a seguito dell'adesione di alcuni deputati.

#### Elezioni europee del 1999
Rinnovamento Italiano, ormai privo di grosse visibilità, è comunque in crisi: nel 1998 il partito è stato ammesso nel Partito Popolare Europeo, ma alle elezioni europee del 1999 Rinnovamento Italiano riscuote un risultato a livello nazionale dell'1,1% (353.890 voti), eleggendo soltanto un europarlamentare nella circoscrizione Italia meridionale: il coordinatore del partito Pino Pisicchio.

### Confluenza nella Margherita
Alle elezioni politiche del 2001 il partito decide di presentarsi col centro-sinistra in una lista elettorale centrista e riformista con a capo Francesco Rutelli, sindaco di Roma e candidato alla Presidenza del Consiglio per L'Ulivo, federati insieme al Partito Popolare Italiano di Pierluigi Castagnetti, ai Democratici di Romano Prodi e Arturo Parisi e all'UDEUR di Clemente Mastella, prendendo il nome di Democrazia è Libertà - La Margherita nota semplicemente come "La Margherita".
Un anno più tardi, nel 2002, La Margherita diventa un vero e proprio partito unico, dove Rinnovamento Italiano vi confluisce, decretando il proprio scioglimento il 17 marzo 2002.
Nel 2007, alla confluenza de La Margherita nel Partito Democratico, una parte degli ex Rinnovamento Italiano (tra cui lo stesso Lamberto Dini) si stacca e fonda i Liberal Democratici.

## Nelle istituzioni

### Presidenti del Consiglio dei ministri
- Lamberto Dini

### Governi, Ministri e Sottosegretari della Repubblica Italiana
- Governo Dini (1995-1996)
  - Adriano Ossicini (Ministro per la famiglia e la solidarietà sociale)
  - Augusto Fantozzi (Ministro delle finanze - Ministro del bilancio e della programmazione economica con delega al coordinamento delle politiche dell'Unione europea ad interim)
  - Lamberto Dini (Ministro del tesoro)
  - Tiziano Treu (Ministro del lavoro e della previdenza sociale)
  - Lucio Testa (Sottosegretario di Stato al Ministero dei lavori pubblici)
- Governo Prodi I (1996-1998)
  - Lamberto Dini (Ministro degli affari esteri)
  - Augusto Fantozzi (Ministro del commercio con l'estero)
  - Tiziano Treu (Ministro del lavoro e della previdenza sociale)
  - Angelo Giorgianni (Sottosegretario di Stato al Ministero dell'Interno) (Fino al 13 marzo 1998)
  - Lucio Testa (Sottosegretario di Stato al Ministero dell'Interno) (Dal 20 marzo 1998)
  - Giovanni Marongiu (Sottosegretario di Stato al Ministero delle finanze)
  - Federica Rossi Gasparrini (Sottosegretario di Stato al Ministero del lavoro e della previdenza sociale)
- Governo D'Alema I (1998-1999)
  - Lamberto Dini (Ministro degli affari esteri)
  - Tiziano Treu (Ministro del lavoro e della previdenza sociale)
  - Marianna Li Calzi (Sottosegretario di Stato al Ministero dell'Interno)
  - Natale D'Amico (Sottosegretario di Stato al Ministero del tesoro, del bilancio e della programmazione economica)
  - Gianni Rivera (Sottosegretario di Stato al Ministero della difesa)
  - Bianca Maria Fiorillo (Sottosegretario di Stato al Ministero del lavoro e della previdenza sociale)
  - Nenè Mangiacavallo (Sottosegretario di Stato al Ministero della salute)
- Governo D'Alema II (1999-2000)
  - Lamberto Dini (Ministro degli affari esteri)
  - Ombretta Fumagalli Carulli (Sottosegretario di Stato al Ministero dell'Interno)
  - Marianna Li Calzi (Sottosegretario di Stato al Ministero della giustizia)
  - Natale D'Amico (Sottosegretario di Stato al Ministero delle finanze)
  - Adolfo Manis (Sottosegretario di Stato al Ministero del lavoro e della previdenza sociale)
  - Nenè Mangiacavallo (Sottosegretario di Stato al Ministero della salute)
- Governo Amato II (2000-2001)
  - Lamberto Dini (Ministro degli affari esteri)
  - Marianna Li Calzi (Sottosegretario di Stato al Ministero della giustizia)
  - Natale D'Amico (Sottosegretario di Stato al Ministero delle finanze)
  - Nenè Mangiacavallo (Sottosegretario di Stato al Ministero dei lavori pubblici)
  - Ombretta Fumagalli Carulli (Sottosegretario di Stato al Ministero della salute)

### Collocazione parlamentare
- Maggioranza (1996-2001)
- Opposizione (2001-2002)

## Risultati elettorali
| Elezione       | Elezione   | Voti             | %                | Seggi    |
| -------------- | ---------- | ---------------- | ---------------- | -------- |
| Politiche 1996 | Camera     | 1.627.380        | 4,34             | 26 / 630 |
| Senato         | Ne L'Ulivo | Ne L'Ulivo       | 11 / 315         |          |
| Europee 1999   | 353.890    | 1,14             | 1 / 87           |          |
| Politiche 2001 | Camera     | Ne La Margherita | Ne La Margherita | 3 / 630  |
| Senato         | Ne L'Ulivo | Ne L'Ulivo       | 6 / 315          |          |

## Simboli

Simbolo presentato per le elezioni politiche 1996
Simbolo presentato per le elezioni europee 1999
Simbolo presentato per le elezioni politiche 2001